# Менхит
Менхит је првобитно била нубијска лавица-богиња рата у Краљевству Куш, која се сматрала чуваром и богињом сунца. Њено име значи или „она која жртвује“ или „она која масакрира“. Као Менхит, повезана је са сунцем, а као Мекхит, повезана је са месецом.

## Историја
Менхит је увек приказана као лавица са соларним диском и симболом уреуса. Текстови о ковчегу повезују је са чувањем и соларним божанством. Неки извори је идентификују као предмет мита о „Далекој богињи“. У једној легенди, Око Ра бежи из Египта. Ра, шаље другог бога да је пронађе у Нубији, где се претвара у лавицу. Када је враћена у Ра, она или постаје или рађа Менхит.
Такође се веровало да је напредовала испред египатских војски и секла њихове непријатеље ватреним стрелама, слично другим ратним божанствима. У народу је била мање позната као крунска богиња и била је једна од богиња које су представљале заштитни уреус на краљевским крунама.

## Култ
У трећој области Горњег Египта, посебно у Есни, за Менхит се говорило да је била Хнумова жена и Хекина мајка. Такође је било познато да је била мајка Шута. Такође је била обожавана у Доњем Египту, где је била повезана са богињама Ваџет и Неитх. Поистоветила се са другом богињом лавице, Секмет.